# Gare Dorval (Exo)
Cet article concerne la gare d'Exo. Pour la gare de Via Rail, voir Gare de Dorval (Via Rail). Pour les autres significations, voir Dorval (homonymie).
La gare Dorval est une gare d'Exo située à Dorval dans l'agglomération de Montréal. Elle dessert les trains de banlieue de la ligne 11 - Vaudreuil–Hudson.

## Correspondances

### Autobus

#### Société de transport de Montréal[2]
| Circuit | Destinations                         |
| ------- | ------------------------------------ |
| 195     | Dorval - Angrignon                   |
| 198     | Broadway                             |
| 202     | Dawson                               |
| 203     | Carson                               |
| 204     | Cardinal                             |
| 209     | Des Sources                          |
| 211     | Bord-du-Lac                          |
| 354     | Sainte-Anne-de-Bellevue/Centre-Ville |
| 356     | Lachine/Montréal-Trudeau/Des Sources |
| 378     | Sauvé/Montréal-Trudeau               |
| 405     | EXPRESS Bord-du-Lac                  |
| 411     | EXPRESS Lionel-Groulx                |
| 425     | EXPRESS Anse-à-l'Orme                |
| 460     | EXPRESS Métropolitaine               |
| 485     | EXPRESS Antoine-Faucon               |
| 496     | EXPRESS Victoria                     |

### Train
Via Rail Canada
| Lignes             | Destinations |
| ------------------ | --- |
| Ottawa - Montréal  | Fallowfield Ottawa Casselman Alexandria Coteau Montréal                                                               |
| Ottawa - Québec    | Fallowfield Ottawa Casselman Alexandria Coteau Montréal Saint-Lambert Saint-Hyacinthe Drummondville Sainte-Foy Québec |
| Montréal - Toronto | Aldershot Oakville Toronto Oshawa Belleville Cobourg Kingston Brockville Cornwall Montréal                            |

### Avion
La gare dessert indirectement l'Aéroport international Pierre-Elliott-Trudeau de Montréal.